# 宮代町立笠原小学校

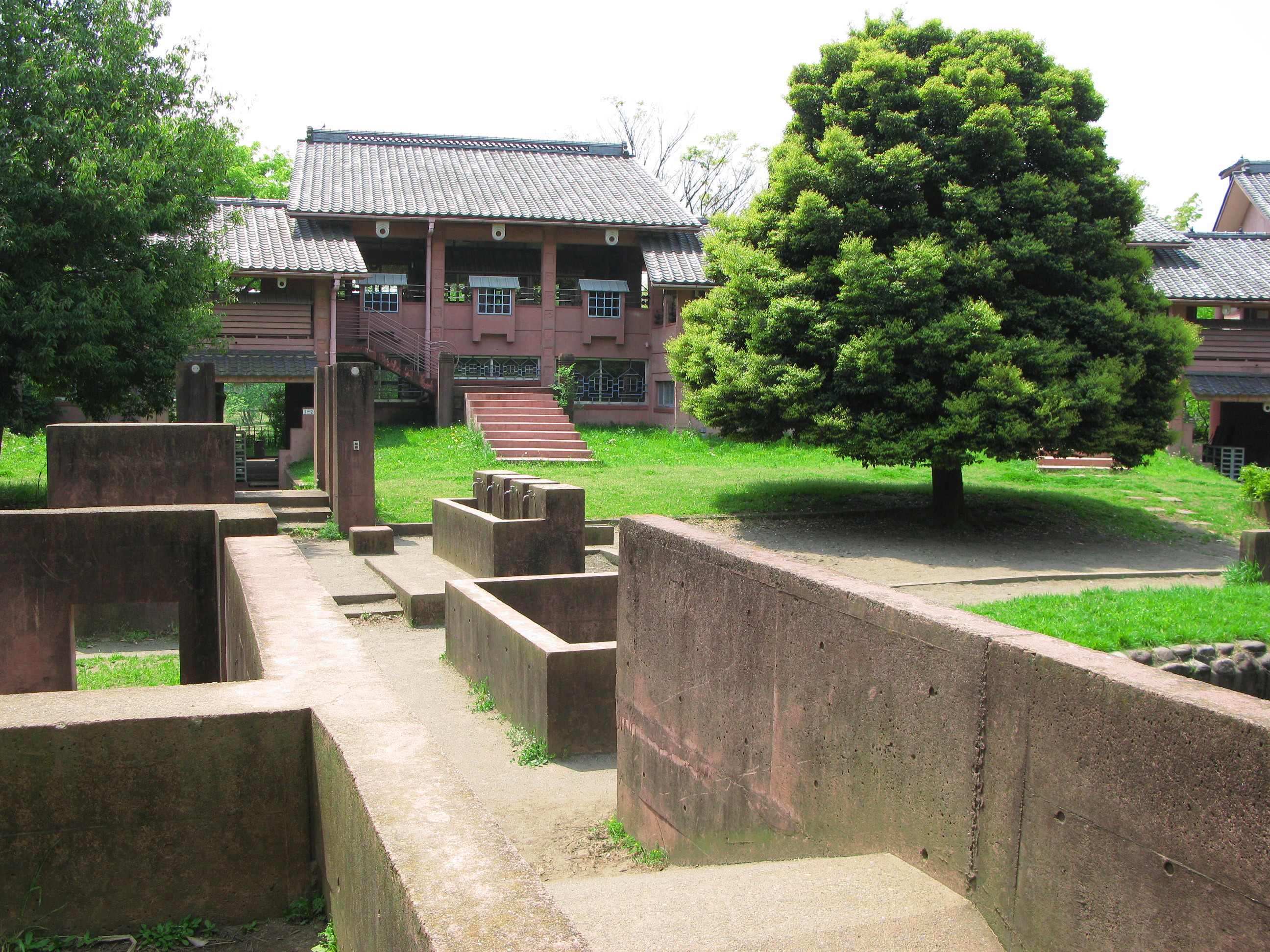
校舎と中庭

宮代町立笠原小学校（みやしろちょうりつ かさはらしょうがっこう）は、埼玉県南埼玉郡宮代町にある公立小学校。

## 特徴
広い芝生の庭、瓦葺の屋根、光が溢れる開放的な空間のあるユニークな建築として全国的に有名である。
「のびのびとはだしで過ごせる学校」としての伝統も引き継いでいる。

## 取り組み
- はだし教育である。校舎もはだし教育を前提とした環境に基づいて建築された。

## 沿革
- 1981年（昭和56年）4月1日 - 笠原小学校創立。
- 1986年（昭和61年）5月1日 - 校歌・校章制定、この日を開校記念日とする。
- 2000年（平成12年）6月1日 - 福祉交流センター「陽だまりサロン」を校内にオープンする。

## 学区
- 本田一丁目 - 五丁目[1]
- 中央一丁目 - 三丁目
- 笠原一丁目・二丁目
- 学園台一丁目 - 三丁目
- 大字東粂原（830 - 1015番地）
- 大字須賀（1、41、45 - 48、58、85、110、127 - 173、175 - 230、291 - 311、472 - 478、1501番地）

以下は1997年度より当校も選択可能
- 大字須賀（546・552 - 583・641 - 693・964 - 1019・1099 - 1110・1121 - 1123・1629 - 1639・1727 - 1760・1766 - 1803・1810 - 1811・1892 - 1938・1973 - 1991）
- 大字東粂原（775・777 - 784・794・798 - 800）[1]
- 字道仏・道仏一丁目 - 三丁目
- 宮代一丁目 - 三丁目
- 字山崎
- 字逆井

## 進学先の中学校
- 宮代町立百間中学校（宮代町宮代） - 指定校

## 交通アクセス
- 東武伊勢崎線（東武スカイツリーライン）東武動物公園駅西口より徒歩10分

## 周辺
- 東武動物公園
- 宮代町立図書館
- 宮代町保健センター
- 水と緑のふれあいロード
- 笠原沼
- 新しい村